# Cynthiana (Kentucky)
Cynthiana – miasto w Stanach Zjednoczonych, w stanie Kentucky, w hrabstwie Harrison.